# Rügensche Kleinbahn
Rügensche Kleinbahn (RüKB) byla akciová společnost, která od roku 1895 budovala na ostrově Rujána malou železnici o rozchodu 750 mm. V roce 1899 měla síť úzkorozchodných železnic maximální délku 97,3 km se třemi trasami. Po několika změnách vlastnictví a uzavření části trasy je v současné době v provozu pouze původní trasa přes Binz mezi Putbusem a Göhrenem, která byla v roce 1999 přidáním třetí kolejnice ke standardněrozchodné trati prodloužena z Putbusu do Lauterbach Mole. Na trase dlouhé 24,1 km jezdí parní lokomotivy a vagony, z nichž některé jsou staré téměř 100 let. Vlaky jsou populárně známé jako „Rasender Roland“ (Zuřivý Roland).
V místní dopravě v Meklenbursku-Předním Pomořansku je trasa označována jako RB32. Od roku 2008 trať vlastní a provozuje společnost Pressnitztalbahn (PRESS) se sídlem v Jöhstadtu v Sasku. Na Rujáně společnost působí pod obchodní značkou Rügensche BäderBahn (RüBB).

## Založení společnosti
Železniční historie začala na Rujáně v roce 1893 zprovozněním hlavní železnice z Altefähru do Bergenu Pruskými státními drahami (viz železnice Stralsund–Sassnitz). Současně bylo zprovozněno vlakové spojení přes Strelasund z Altefaehru do Stralsundu, které napojilo ostrovní železnici na pevninskou síť. S dalším rozšiřováním normálněrozchodné sítě do Sassnitz a Putbus chtěli připojení k síti i další obyvatelé a zejména zemědělské podniky v ostrovním regionu. Pruský stát však neprojevil zájem o propojení široce rozptýlených vesnic na vlastní náklady, protože provoz by nebyl rentabilní.
Soukromé snahy vedly k prvnímu projektu trasy pro lokální železnici mezi Putbusem a Binzem, pro kterou na jaře roku 1892 probíhaly průzkumné práce. Projekt získal nepřímou podporu z pruského zákona o malých drahách a soukromých spojovacích drahách, protože „dráhy nejnižší úrovně“ plánované podle tohoto zákona vyžadovaly výrazně nižší stavební a provozní náklady. Proto se rozhodlo o druhé trase z Bergenu na sever a propojení Putbusu s Altefaehrrm. Důvodem návrhu jako úzkokolejky 750 mm bylo, že pomořanský zemský výbor 12. června 1894 rozhodl, že finančně budou podporovány pouze malé železnice v tomto rozchodu.
RüKB AG byla založena 26. února 1895 s počátečním kapitálem 2 332 000 říšských marek (RM), na základě dnešní hodnoty cca 14 milionů €. Účastníky byli:
- provincie Pomořansko s 569 000 RM
- společnost Lenz & Co. s 856 000 RM
- okres Rujána s 600 000 RM
- jednotlivci se 7 000 RM

Nechyběla ani půjčka od pruského státu ve výši 300 000 RM. Bylo zajištěno financování, aby práce mohly začít. Provedením stavby byla pověřena firma Lenz & Co., která již provedla přípravné práce a měla převzít i provozní řízení. V červnu 1895 udělil předseda zemského okresu Stralsund stavební a provozní koncesi společnosti Lenz & Co. Další vývoj až do roku 1949 probíhal v organizaci Pomořanských státních drah (Štětín).

## Stavba trati
Výstavba úzkorozchodné trati začala východní tratí mezi Putbusem a Binzem, která byla slavnostně otevřena 21. července 1895. Zahajovací vlak urazil zhruba 11kilometrovou trasu za téměř tři hodiny. Osobní doprava, která začala poté, byla dobře přijata a byla prováděna dvěma páry vlaků denně. Nákladní doprava mohla být zahájena v říjnu téhož roku. O rok později bylo dokončeno prodloužení tratě do Sellin Ost a otevřeno 3. července 1896. Aby bylo možné propojit také přímořské letovisko Göhren, byla trať v roce 1899 znovu prodloužena východním směrem. Vysoká poptávka a dobrá vytíženost vlaků velkou mírou přispěly k pozitivnímu rozvoji plážových oblastí na trase.
Mezi lety 1901 a 1916 jezdily vlaky mezi Binzem a Putbusem a přivážely diváky na večerní představení v divadle Putbus az něj. Tyto vlaky měly dokonce bistrovůz, díky čemuž se tato trasa stala jedinou německou úzkokolejnou železnicí nabízející teplá jídla na cestě.[3] Hlavním akcionářem a velkým zastáncem Kleinbahn byl princ Wilhelm Malte zu Putbus, který měl pro trasu svůj vlastní salonní vůz.
V polovině 70. let kvůli sílící motorizaci hrozilo této trase, stejně jako dalším dvěma, uzavření. V březnu 1976 dala rada okresu Rostock trať pod památkovou ochranu, aby byla zachována dříve úspěšná východní větev. Prostřednictvím iniciativy „Svazu německých modelových železnic NDR“ přijeli členové na Rujánu na pracovní úkoly, aby udrželi zbytek úzkorozchodné sítě.
Při přestavbě tratě v letech 1977 až 1979 byla trať Putbus–Göhren vybavena svrškem K a většinou kolejnicí typu S33. Při dalších přestavbách na počátku 90. let byly instalovány kolejnice S49 a štěrkové lože bylo nahrazeno stabilnějším štěrkem.
Od 28. května 1999 mohou úzkokolejky pokračovat v jízdě z Putbusu do Lauterbach Mole. Na tomto úseku stadnartněrozchodné trati Bergen–Putbus–Lauterbach, která existuje od roku 1889, byla do trati zabudována třetí kolejnice. Na koncové jednokolejné zastávce Lauterbach Mole však není možnost objíždění lokomotiv, provoz parních vlaků vyžaduje v tomto úseku použití další lokomotivy.
Současně byla vytyčena trasa přes Garz z Putbusu do Altefaehru, aby obsluhovala města západně od Putbusu. Trasa o délce 35 km byla otevřena 4. července 1896 a končila na normálněrozchodném trajektovém nádraží státní dráhy u úžiny Strelasund, kde zpočátku bylo samostatné přístaviště. Osobní doprava však nikdy nemohla dosáhnout rozsahu východní linie, ale úsek měl velký význam pro nákladní dopravu. Dobrá poptávka si vyžádala vytvoření dalších nakládacích míst a delších nakládacích drah podél trasy. V Garzu bylo dlouhou dobu napojení na vlečku do nedaleké křídové jámy.
V 60. letech ztratila trasa svůj význam v nákladní dopravě, protože stále více přeprav přecházelo na silniční provoz. Rekonstrukce objektů, které byly během válečných a poválečných let zanedbávány a kvůli změněným dopravním podmínkám, již nebyla opodstatnitelná. V prosinci 1967 byl provoz mezi Putbusem a Altefaehrem zastaven a trať byla později demontována.
Po dokončení nejdůležitějších prací na východní lince byla zahájena výstavba severní tratě. Bez napojení na východní trať začala na státním nádraží v Bergenu a vedla k Wittowskému přívozu, aby propojila farmy na severu. Protože měl být obsluhován i křídový přístav Wiek, bylo plánováno pokračování trasy na poloostrově Wittow do Altenkirchenu. Plány počítaly s přehradou s otočným mostem přes úžinu, ale místní rybáři byly proti. Další potíže vznikly při zkušebním vrtání základu. Podloží nebylo dostatečně stabilní, takže náklady na stavbu musely být výrazně vyšší a doba výstavby se prodloužila na téměř dva roky. Proto bylo rozhodnuto od projektu upustit a místo toho zřídit vlakové spojení k trajektovému nádraží na straně Wieker.
Nákup pozemků pro první úsek z Bergenu do Rassowstromu způsobil zpoždění a přeplánování stavby, takže plánované zahájení provozu na podzim 1896 nebylo možné dodržet. První přepravy do přístavu Wiek by však mohly proběhnout na úseku z trajektového nádraží na poloostrově Wittow do Altenkirchenu. V prosinci 1896 projel první zkušební vlak celou trasu z Bergenu do Altenkirchenu s trajektorií na přívozu Wittow. Po kolaudaci stavebními úřady došlo k oficiálnímu otevření 21. prosince 1896. Denní provoz na trase dlouhé 37,9 km byl zpočátku realizován dvěma páry vlaků. Důraz byl kladen na nákladní dopravu pro zemědělské vnitrozemí. Trasa neměla pro výletní dopravu na ostrově Rujána žádný význam.
Přívozy měly uprostřed kolejiště, na které se dala naložit lokomotiva se dvěma vozy. Na obou koncích koleje vpředu a vzadu byly sklopné nárazníky pro zabezpečení přejezdu. S narůstajícími délkami vlaků se musely vlaky na přívozu Wittow znovu a znovu rozdělovat, což znamenalo, že trajektové spojení bylo čím dál tím větším úzkým hrdlem. V roce 1925 byl proto na celé trase zaveden přerušovaný provoz se dvěma vlaky, čímž mohla být vynechána dráha lokomotiv v pravidelném provozu. Další přepravu do Altenkirchenu na nádraží pak převzala druhá lokomotiva. Jejich cestující museli přestoupit a přejít pěšky. Kromě úzkokolejky, která měla vždy přednost, převážely přívozy pravidelně pěší a silniční vozidla.
Vlečka byla uvedena do provozu 1. listopadu 1918 kvůli zřízení námořní letecké školy na Bug poloostrově. Trasa z Wieku přes Dranske do Bugu musela být po skončení války přerušena, protože přepravní objemy byly příliš malé. Neúspěšný byl i projekt znovuotevření ve Třetí říši, kdy se rozšiřovala letecká základna na Bugu, takže odbočka byla od roku 1939 opět rozebrána.

## Provoz
Celkově zůstaly přepravní objemy na severní trase nízké a nákladná vlaková doprava způsobila i ekonomické deficity. Stejně jako u západní trasy se doprava stále více přecházela na silniční dopravu, takže trasa byla do roku 1970 postupně uzavřena. Trasy byly rozebrány[6], některé z jejich tras jsou využívány jako cyklistické a turistické stezky. Pobočka na poloostrov Bug byla nakonec zrušena v roce 1955.
V roce 1975 se staré trajekty staly majetkem Bílé flotily Stralsund a pokračovaly v provozu pro osoby a silniční vozidla až do roku 1996. S nákupem větších trajektů bylo vedle starých mol postaveno nové trajektové zařízení. Původní trajektové portály se již nedochovaly, ale mohly být přestavěny na starých místech podle starých nákresů.
Aby byla zachována zbývající východní trasa, zařadila ji v roce 1976 rada městské části Rostock pod památkovou ochranu. Iniciativa Svazu německých modelových železnic NDR přivedla členy k práci na Rujáně, aby zachovali zbytek úzkorozchodné sítě. Opětovné ohrožení zániku zlomem v NDR by mohlo odvrátit založení Spolku pro zachování Rujánské malé železnice. Když se fúzí DR a DB 1. ledna 1994 staly novým vlastníkem Deutsche Bahn AG, znovu hrozilo uzavření, protože železnice se chtěla rozdělit s mnoha parními úzkorozchodnými železnicemi. Společnost Karsdorfer Eisenbahngesellschaft (KEG) založila 1. ledna 1996 soukromou „Rügensche Kleinbahn GmbH & Co.“ pro údržbu a další provozní řízení, ačkoli vozový park a nemovitosti zůstaly okresu Vorpommern-Rügen. Během této doby byla trasa prodloužena do Lauterbach Mole.
Po insolvenci KEG probíhal mezi novými vlastníky a Verkehrsgesellschaft Mecklenburg-Vorpommern jako odpovědným orgánem dlouhý spor o vedení RüGB GmbH. Provoz železnice nakonec převzala Eisenbahn-Bau- und Betriebsgesellschaft Pressnitztalbahn (PRESS) a provozovala ji pod názvem „Rügensche Bäderbahn“. Od 1. června 2008 byla na PRESS převedena také odpovědnost za infrastrukturu, takže nyní může investovat do budov, tras a vozidel. V Putbusu je například plánována nová hala na údržbu.
Vlaky jezdí každé dvě hodiny mezi Putbusem a Göhrenem po celý rok, což vyžaduje dvě vlakové soupravy. Od konce května do poloviny října jezdí i třetí souprava jako posila, která mezi Binzem a Göhren vytváří hodinový takt a jednou denně večer projede celou trasu mezi Putbusem a Göhrenem. Mezi Göhren a Binzem navíc jezdí i v nejvyšší sezoně pozdní vlak (21:49 z Göhren, 22:44 z Binz). V hlavní sezóně a také mezi Vánocemi a Novým rokem a o Velikonocích jsou trasy z Göhren prodlouženy za Putbus do Lauterbach Mole.
Trasa je vedena jako regionální vlak linky RB 32; uznává se bezplatné cestování pro těžce zdravotně postižené Němce a jejich doprovod.